# ريتشارد جي. ستيلويل
ريتشارد جي. ستيلويل (بالإنجليزية: Richard G. Stilwell)‏ هو عسكري أمريكي، ولد في 24 فبراير 1917 في بوفالو في الولايات المتحدة، وتوفي في 25 ديسمبر 1991 في فولز تشيرش في الولايات المتحدة.